# 제160특수작전항공연대
제160특수작전항공연대(160th Special Operations Aviation Regiment (Airborne) (160th SOAR(A)), 나이트 스토커스(Night Stalkers)로도 알려져 있는 일반 목적 부대 및 특수 작전 부대에 헬리콥터 항공 지원을 제공하기 위한 특수작전항공사령부의 작전부대이다. 공격을 포함하여, 강습, 그리고 수색 임무를 가지고 대부분 저녁 동안 저고도로 빠르게 행동한다.
이들은 켄터키주 포트 캠벨에 본부를 두고 있고, "Night Stalkers Don't Quit→나이트 스토커들은 단념하지 않는다"와 "Death Waits in the Dark→어둠 속에 기다리는 죽음"을 표어로 삼고 있다.
고유부대휘장과 문장(CoA)은 부대가 제160항공대대이었던 당시에 1982년 3월 5일에 승인되었다. 문장은 1987년 4월 8일에 승인이 취소되었다가, 연대로 개편된 뒤, 1988년 1월 16일에 제160항공연대으로 계승되었다. 1992년 9월 22일에 휘장과 문장이 개편됨에 따라 고유부대휘장의 설명이 수정되었다. 2014년 2월 7일에 글귀를 표시하도록 한번더 개정되었다.

## 개요
연대는 "훈련"대대인 특수작전항공훈련대대, 그리고 4개 "작전" 대대로 이루어져 있는데, 작전대대는 각각 포드 캠벨에 제1, 2대대, 조지아주 헌터 육군 비행장에 제3대대, 그리고 워싱턴주 루이스-맥코드 합동기지(JBLM)에 제4대대가 있다.
제160th SOAR는 육군 최고의 조종사들과 지원 장병들로 이루어져 있다. 미국 육군 인적자원사령부에서 선발하거나, 병사가 지원하는 것부터 장교가 지원한다. 모든 장병들은 그린 소대 코스를 통과하는 조건이 있으며 160에 배속되어 집중 훈련을 받는다. 모병된 장병들은 5주 가까이, 장교는 20~28주 기초 나이트 스토커 코스를 거친다. 부대에 당도한 신참 나이트 스토커는 기초 임무에 적격(Basic Mission Qualified (BMQ))하고, 여러 시험 적성, 경험과 지도력을 갖춰야, 해당 나이트 스토커는 완전히 임무에 적격(Fully Mission Qualified (FMQ))한 것으로 판정된다. FMQ로 판정된지 3에서 5년이 경과한 나이트 스토커에게는 비행 유도 적격자 시험이 주어준다. 160에 지원한 여성은 장교 자리에만 가능하다.

## 역사

### 서막
1980년대 말, 이란 테헤란에 억류된 미국인 인질을 구조하려는 독수리 발톱 작전을 시도했다. 지미 카터 대통령은 옛 해군작전부장 제임스 L. 홀로웨이 3세 대장에게 미군이 할 수 있는 가장 최선의 방법을 알아보라고 명령했다.
육군은 제101공수사단 (공중 강습)의 항공전투부대인 제101항공단에서 가장 다양한 작전 경력 근무가 많은 헬리콥터 부대와 선택된 부대인 제158항공대대, 제229항공대대, 그리고 제159항공대대중에서 선발된 조종사들은 곧바로 야간 비행을 집중적으로 받았다.
임시 부대는 처음에는 Task Force 158 태스크포스 158[*]로서 제158항공대대에서 차출된 블랙 호크 조종사가 주력이었다. 그들 101의 "울부짖는 독수리" 표장이 그들의 제복에 남아 있었다. 블랙 호크와 치누크는 계속해서 캠벨 육군 비행장의 북부 기지에서, 그리고 세이버 육군 헬기장의 남쪽에서 운항되었다. MH-6 "리틀 버드"는 베트남 이후로 사단의 정규 목록에서 빠졌다. "특수 작전 헬리콥터 중대"를 위한 "SHOC 헬기장"로 아직까지 알려진 탄약 은거지에 숨겨져 있었다.
훈련을 마친 조종사들의 첫 배치된 1980년의 가을, 인질을 구조하기 위한 두 번째 시도로 1981년 초에 "벌꿀 오소리 작전"으로 명명된 계획이 세워졌으나, 로널드 레이건 대통령의 취임날 아침에 석방되면서 취소되었다.

### 설립
장래성 이익은 미래 분쟁에 아주 중요하게 판단되었다. 부대는 빠르게 육군의 주요 야간 전투 항공 부대이자, 전용 특수 작전 항공 부대로 재편되었다. 조종사들과 개조된 항공기는 101로 복귀하지 않았다. 나이트 스토커의 원로 구성원들은 "독수리에게서 떨어져 나온 날"이라고 인용했다. 101 표장을 떼고 인원과 장비가 할당되었으며, 그리고 새로운 전통이 생겨났다. 부대는 공식적으로 1981년 10월 16일, 제160항공대대로서 창설되었다.
1983년 160th은 갑작스런 분노 작전과 미국의 그레나다 침공에서 첫 전투를 벌였다.
1986년에 "제160항공단 (공수)", 1990년 5월에 "제160특수작전항공연대 (공수)"로 개편되었다. 고도로 훈련된 특수 작전 항공 조종사, 연대는 3개 대대, 분리된 분견대, 그리고 편입된 1개 오클라호마 육군 국가위병(OK ARNG) 부대인, 제245항공연대 1대대와 활동을 개시했다.
1987년과 1988년, 조종사들은 이란-이라크 전쟁 중의 페르시아만의 재차 파괴된 쿠웨이트 탱커를 보호하기 위한 에른스트 윌 작전의 일부를 맡았다. 주요 기회 작전로 불리는 예하 비밀 임무로 미국 해군 전함과 대여한 오일 바지선에서 비행하였으며, 그리고 최초로 헬리콥터 조종사가 야간 전투에서 야간 투시경과 전방 감시 적외선 장치를 사용한 부대가 되었다.
1998년 6에월 시행한 "희망 심기 III 작전"에서 2대의 MH-47 승무원들은 차드 안으로 깊숙이 190 마일 (310 km)를 들어가 추락한 Mi-24 하인드 중형 공격 헬기를 확보하였다.
나이트 스토커는 1989년 공황 작전 그리고 1991년 사막 폭풍 작전에서 선두에 섰다.

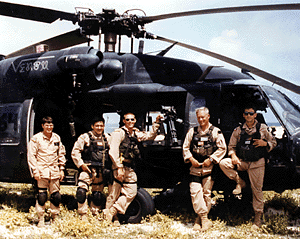
모가디슈 전투 이전의 슈퍼 6-4 승무원. 왼쪽부터: Winn Mahuron, Tommy Field, Bill Cleveland, Ray Frank 그리고 Michael Durant.

1993년 10월 소말리아에서, 나이트 스토커는 모가디슈 전투에 휘말렸으며, 후에 블랙 호크 다운 책의 주제가 되었으며, 영화화되었다. 슈퍼 6-1 (Cliff Wolcott 클리프 월코트[*])가 조종함), 와 슈퍼 6-4 (마이클 듀란트가 조종함), 나이트 스토커의 2대의 블랙 호크가 전투에서 격추되었다. 모가디슈 전투에서 2대의 블랙 호크를 잃은 160th SOAR 나이트 스토커의 구성원들은 18명 중 5명이 죽었다(작전 후의 부상자 19명은 세지 않았다).
2001년 10월 19일 ODA 595를 MH-47E에 싣고 아프가니스탄 다히에 착륙했다. 우즈베키스탄 카르시-카하나바드 (K2)에서 {{단위 변환|150|mi|km}} 이상 비행했다. 몇주 후에 탈리반에게서 여러 도시를 ODA 595와 ODA 555와 함께 북부동맹이 탈환하였다.
같은 해 12월 나이트 스토커 승무워들은 토라 보라 산 은둔지의 오사마 빈 라덴을 잡는 중이던 150여명의 델타 포스, 영국 SBS, 중앙정보국의 SAD 요원들을 지원했다.
2005년 아프가니스탄: 붉은 날개 작전중 고립된 마커스 루트렐의 구조 임무에서 MH-47 치누크 헬리콥터가 로켓 추진형 유탄에 맞아, 8명의 나이트 스토커들과 네이비 실을 잃었다:
- 소령(MAJ) Stephen C. Reich 스테판 C. 리치[*], 34세, 원싱턴 주, 커넥티컷.
- 준위(CWO) Corey J. Goodnature 코레이 J. 굿네이처[*], 35세, 미네소타주 클라크 글러브.
- 준위(CWO) Chris J. Scherkenbach 크리스 J. 스커켄바치[*], 40세, 플로리다주 잭슨빌.
- 상사(MSG) James W. Ponder III 제임스 W. 폰더 3세[*], 36세, 테네스 주 프랭클린.
- 중사(SFC) Michael L. Russell 마이클 L. 러셀[*], 31세, 버지니아주 스테포드.
- 중사(SFC) Marcus V. Muralles 마커스 V. 뮤라레스[*], 33세, 인디아나 주 셀바이빌.
- 하사(SSG) Shamus O. Goare 사무스 O. 고르[*], 29세, 오하이오주 덴빌.
- 병장(SGT) Kip A. Jacoby 킵 A. 자코비[*] 21세, 플로디라 주 폼파노 해변.

2003년 이라크 침공중에 160th SOAR은 여러번의 특수 작전 기습에서 항공 지원을 제공했다. 같은해에 포로가 된 제시카 린치 일병의 구조 임무가 그중 하나이고, 2004년 알카디시야(Al Qadisiyah) 기습에서 마찬가지로 몸값을 요구받던 3명의 이탈리아인 청부업자와 한명의 폴란드 사업가를 구조했다.
2008년 덴버에서 시행한 SOCOM 대테러 연습에 헬리콥터를 지원했다.
2008년 4월 24일, 전체적인 연대 변환 계획의 일부로서 조지아주 헌터 육군 비행장에서 160th SOAR, D 중대의 해산 세레모니를 시행했다.
160th SOAR는 2008년 아부 카말 폭격의 일부를 맡았다.

## 사건 및 사고

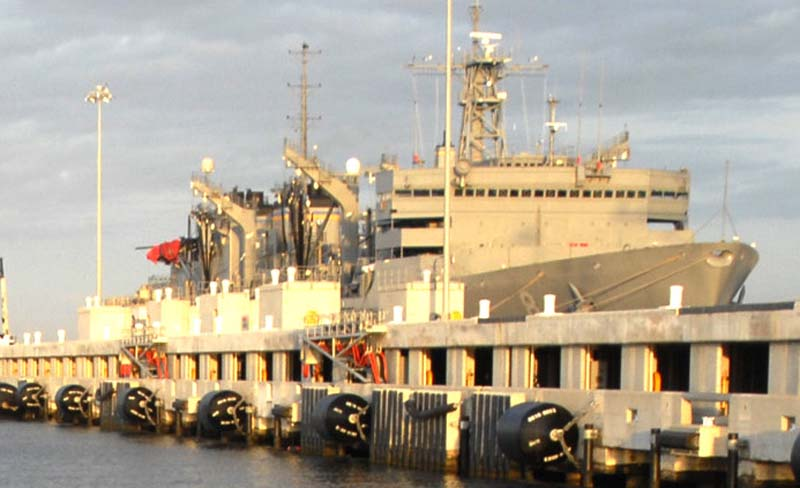
사고 뒤에 악틱 위에 훈련 작전중에 추락한 헬리콥터가 붉은 방수표 (좌측 중간)로 덮어져 있다.

2002년 필리핀에서 치누크 헬리콥터가 추락하여 4명이 죽었다.
2009년 7월 19일, 산악 및 환경 훈련중에 콜로라도주 레드빌에서 MH-60 블랙 호크 헬리콥터가 추락하여 제160th SOAR, 제1대대, D중대원인 4명의 나이트 스토커들을 잃었다.
2009년 10월 22일, 버지니아주 포트 스토리에서 20 마일 (32 km) 떨어진 곳에서 합동 훈련 연습 중에 패스트 로핑에 휘말려 USNS 아크틱에 3대대의 헬리콥터가 추락했다. 29세의 제임스 R. 스트라이트 중사가 추락으로 죽고, 8명이 부상했는데, 그중 3명이 심각했다.
2011년 5월, 160th SOAR는 블랙호크 2기, 치누크 3기에 네이비 실 23명과 DEVGRU 24명, 통역관 1명과 추격을 맡은 군견 "카이로"를 태우고 오사마 빈라덴의 은둔지를 기습하고 작전 요원들의 진입과 엄호를 도왔다. 이 작전에서 난기류에 의해 블랙호크 1기가 추락하였다.

## 부대

부대별 베레 플래시
본부
제1대대
제2대대
제3대대
제4대대

- 본부 - 켄터키주 포트 캠벨
  - 연대 본부 및 본부중대

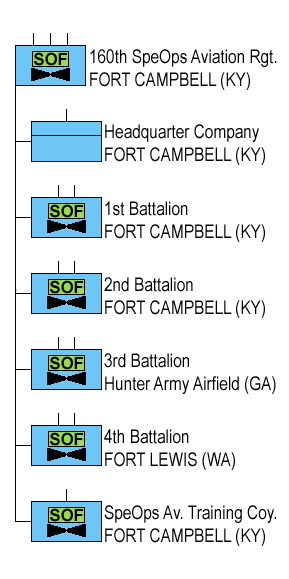
160th SOAR의 구조

  - 특수작전항공사령부 특수작전항공훈련대대
- 제1대대 - 켄터키주 포트 캠벨
  - 본부 및 본부중대
  - 경량 강습 헬리콥터 중대 (MH-6M)
  - 경량 공격 헬리콥터 중대 (AH-6M)
  - 중(中)형 공격 헬리콥터 중대 (MH-60M DAP)
  - 중(中)형 강습 헬리콥터 중대 (MH-60K)
  - 항공정비중대
- 제2대대 - 켄터키주 포드 캠벨
  - 본부 및 본부중대
  - 중(重)형 강습 헬리콥터 중대 (MH-47G)
  - 중(重)형 강습 헬리콥터 중대 (MH-47G)
  - 중(中)형 강습 헬리콥터 중대 (MH-60M)
  - 연장거리 다목적 중대 (MQ-1C)
  - 항공정비중대
- 제3대대, 조지아주 헌터 육군 비행장
  - 본부 및 본부중대
  - 중(中)형 강습 헬리콥터 중대 (MH-60M)
  - 중(重)형 강습 헬리콥터 중대 (MH-47G)
  - 중(重)형 강습 헬리콥터 중대 (MH-47G)
  - 항공정비중대
- 제4대대 - 워싱턴주 루이스-맥코드 합동 기지
  - 본부 및 본부중대
  - 중(中)형 강습 헬리콥터 중대 (MH-60M)
  - 중(重)형 강습 헬리콥터 중대 (MH-47G)
  - 중(重)형 강습 헬리콥터 중대 (MH-47G)
  - 항공정비중대

## 장비

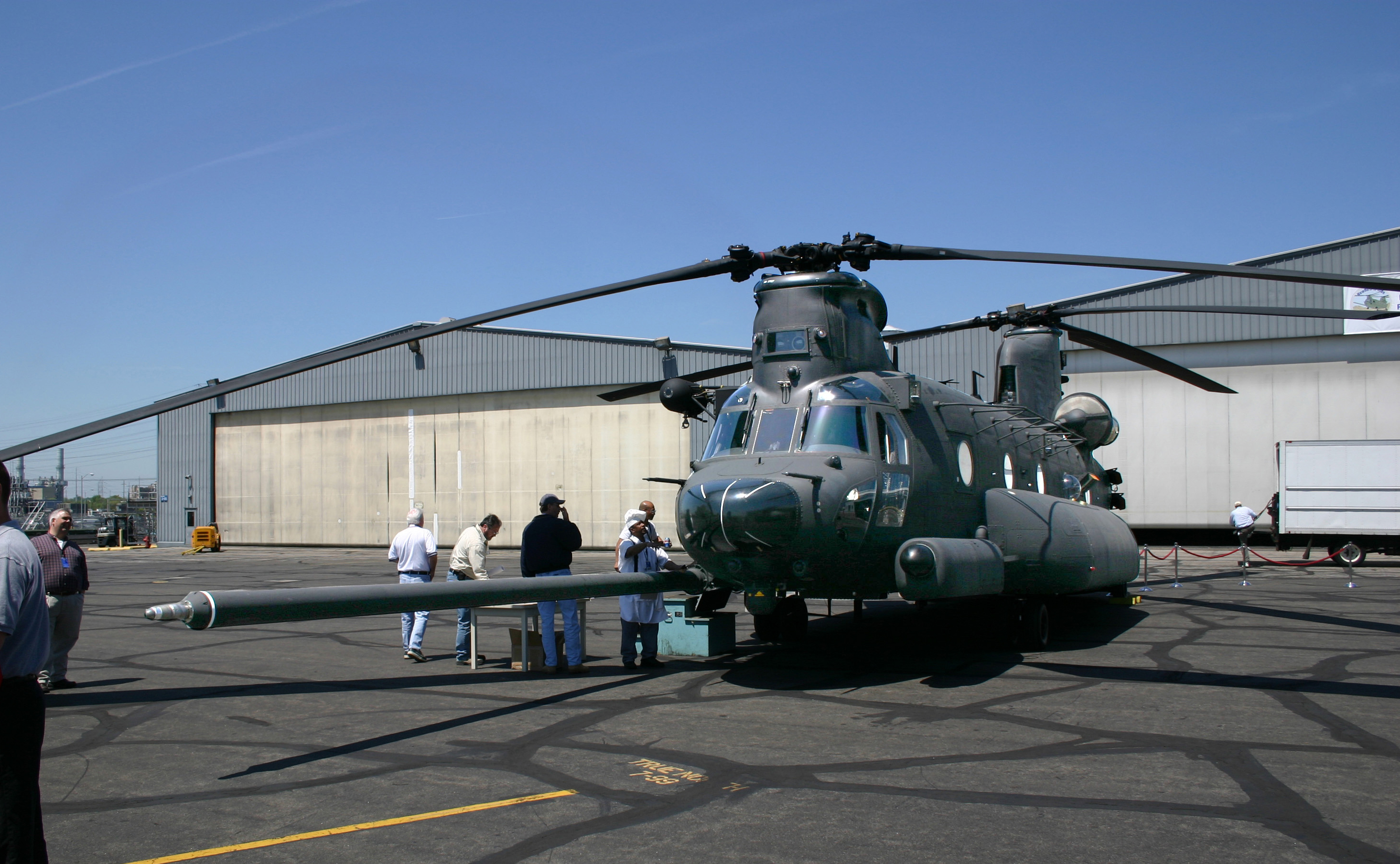
2007년 5월 6일 펜실베니아주 리들리 공원에서 보잉 직원이 회사의 새로운 항공기인 MH-47G 치누크 헬리콥터의 첫 비행 세레모니를 관찰하고 있다. MH-47G는 옛 MH-시리즈 치누크의 에어프레임을 개선한 것으로 나이트 스토커에 의해 독점적으로 운행될것이다.

| 항공기            | 모델              | 댓수              | 참고              |
| 회전익기-헬리콥터 | 회전익기-헬리콥터 | 회전익기-헬리콥터 | 회전익기-헬리콥터 |
| ----------------- | ----------------- | ----------------- | ----------------- |
| MD 500 디펜더     | AH/MH-6M          | 51                | [ 12 ]            |
| CH-47 치누크      | MH-47G            | 61                | [ 12 ]            |
| UH-60 블랙 호크   | MH-60L/M          | 72                | [ 12 ]            |
| 고정익기-무인기   |                   |                   |                   |
| MQ-1 프레데터     | MQ-1C             | 12                |                   |

## 작전
160th SOAR은 자질한 것을 포함하여 다수의 미국 및 연합군 특수 작전 임무에 항공 지원을 제공했다:
| 연도      | 작전                                                  | 국가                   |
| --------- | ----------------------------------------------------- | ---------------------- |
| 1983      | 갑작스런 분노 작전                                    | 그레나다               |
| 1987–1988 | 주요 기회 작전                                        | 페르시아만             |
| 1988      | 제3차 희망 세우기 작전 (Mi-24 하인드 헬리콜터의 회수) | 차드                   |
| 1989      | 공황 작전                                             | 파나마                 |
| 1990      | 사막 방패 작전                                        | 이라크                 |
| 1991      | 사막 폭풍 작전                                        | 이라크                 |
| 1993      | 희망 회복 작전                                        | 소말리아               |
| 1993      | 고딕 서펜드 작전 (모가디슈 전투와 연계된 작전)        | 소말리아               |
| 2001~2014 | 항구적 자유 작전                                      | 아프가니스탄           |
| 2003–2010 | 이라크 자유 작전                                      | 이라크                 |
| 2001-2011 | 새로운 새벽 작전                                      | 이라크                 |
| 2011      | 넵튠의 창 작전 (오사마 빈라덴의 죽음과 연계된 작전)   | 아프가니스탄/ 파키스탄 |

## 기록

### 계보
- (시기불명), Task Force 160 (TF-160)
- 1981년 10월 16일, 160th Aviation Battalion→제160항공대대
정규군
- 1988년 1월 16일, 160th Aviation→제160항공
- 1990년 5월 18일, Headquarters and Headquarters Company, 160th Aviation Group (Airborne)
→제160항공단 (공수), 본부 및 본부중대
- 1990년 5월, 160th Special Operations Aviation Regiment (Airborne)→제160특수작전항공연대 (공수)
- 2005년 10월 1일, 160th Aviation Regiment→제160항공연대

### 소속
1. 제101공수사단; 1982년 4월 1일 ~ 1986년 10월 16일
2. 특수작전항공사령부; 2011년 3월 25일

### 참전
| 스트리머 그림 | 스트리머 이름 | 내역                                                                                             |
| ------------- | ------------- | ------------------------------------------------------------------------------------------------ |
|               | 국군원정      | - 그레나다 - 파나다                                                                              |
|               | 남서아시아    | - 사우디 아라비아 방어 - 쿠웨이트 방어와 해방                                                    |
|               | 테러와의 전쟁 |                                                                                                  |
|               | 아프가니스탄  | - 아프가니스탄의 해방 - 제1(I)차 통합 - 제2(II)차 통합                                           |
|               | 이라크        | - Liberation of Iraq - Transition of Iraq - Iraqi Governance - National Resolution - Iraqi Surge |

### 표창
| 스트리머 그림 | 스트리머 이름           | 내역                              | 명령서 |
| ------------- | ----------------------- | --------------------------------- | ------ |
|               | 대통령 부대 표창 (육군) | 아프가니스탄, 2001년              |        |
|               | 용기부대표창            | 이라크-쿠웨이트                   |        |
|               | 용기부대표창            | 소말리아                          |        |
|               | 용기부대표창            | 아프가니스탄                      |        |
|               | 용기부대표창            | 이라크, 2003년                    |        |
|               | 공훈부대표창            | 중앙 및 서남아시아, 2003년~2005년 |        |
|               | 공훈부대표창            | 테러와의 전쟁, 2009년~2010년      |        |
|               | 공훈부대표창            | 아프가니스탄, 2010년~2011년       |        |
|               | 공군 공훈부대표창       | 2006년-2008년                     |        |
|               | 육군 우수부대표창       | 1995년                            |        |
|               | 육군 우수부대표창       | 1996년                            |        |
|               | 육군 우수부대표창       | 1997년~1998년                     |        |

## 같이 보기
- 블랙 헬리콥터

### 유사한 미국 부대
- 제7특수작전비행대대 (7th SOS), 미국 공군
- 제8특수작전비행대대 (8th SOS), 미국 공군
- 제20특수작전비행대대 (20th SOS), 미국 공군
- 제85헬리콥터해양전투대대 (HSC-85) 미국 해군 예비군

### 유사한 국제 부대
- 합동특전항공단, 영국
- 제171항공대대, 오스트레일리아
- 제3특수작전헬리콥터연대, 이탈리아
- 제1헬리콥터단, 일본
- 제427특수작전대대, 캐니다
- 제4특수부대헬리콥터연대, 프랑스

## 참조

### 인용
1. 1 2 3  “160TH AVIATION REGIMENT” (미국 영어). The Institute of Heraldry. 2024년 12월 6일에 확인함.
2. ↑  160th Special Operations Aviation Regiment (2008년 5월 31일). “160th SOAR(A) Green Platoon Train-up program”. United States Army. 2008년 5월 31일에 원본 문서에서 보존된 문서. 2008년 11월 21일에 확인함.
3. ↑  《Fury, Dalton. Kill Bin Laden》 (영어). St. Martin. 2008년.
4. ↑  Army Times (2008년 5월 4일). “Special ops aviation company deactivated”. Army Times Publishing Company. 2008년 11월 21일에 확인함.
5. ↑  SGT Thomas Ferrell Allison - 파인드 어 그레이브
6. ↑  “PRESS RELEASE: Four Special Operations Aviation Soldiers die in helicopter crash in Colorado”. USASOC News Service. 2009년 9월 3일. 2009년 9월 3일에 원본 문서에서 보존된 문서. 2009년 7월 22일에 확인함.
7. ↑  King, Lauren (2009년 10월 23일). 《One Killed, Several Injured In Copter Crash On Navy Ship》 (영어). Norfolk Virginian-Pilot.
8. ↑  Clayton; Cindy; King, Lauren (2009년 10월 24일). 《Army, Navy Investigating Deadly Copter Crash On Ship》 (영어). Norfolk Virginian-Pilot.
9. ↑  “Stealth chopper secrets may have been exposed”. thestar.com. 2011년 5월 6일. 2012년 1월 16일에 확인함.
10. ↑  하채림 (2011년 5월 6일). “"빈 라덴 작전 블랙호크기 추락은 기류 탓"”. 연합뉴스. 2012년 1월 16일에 확인함.
11. ↑  조재영 (2011년 5월 18일). “美 헬기 추락으로 빈 라덴 작전 일부 변경”. 연합뉴스. 2012년 1월 16일에 확인함.
12. ↑  Paul McLeary (2011년 9월 6일). “Making Do For Special Ops”. Aviation week. 2011년 10월 6일에 원본 문서에서 보존된 문서. 2011년 10월 17일에 확인함.

- “160th Aviation Regiment (Night Stalkers)” (PDF). 《Lineage and Honros》 (미국 영어) (Center of Military History). 2025년 4월 22일에 확인함.